# Athyrium kunzeanum
Athyrium kunzeanum là một loài dương xỉ trong họ Athyriaceae. Loài này được Milde, Salom. mô tả khoa học đầu tiên năm 1883.
Danh pháp khoa học của loài này chưa được làm sáng tỏ. 